# Naida Cole
Naida Margaret Cole (Durham, Caroline du Nord, 28 octobre 1974) est une pianiste américano-canadienne qui a quitté une carrière fructueuse en tant qu'artiste et musicienne en 2007, afin de poursuivre la médecine.
Le site web de Cole et sa page Facebook indiquent qu'elle est originaire de Toronto ; en outre, le site personnel souligne qu'elle partage son temps entre les deux disciplines, plutôt que d'en abandonner l'une pour l'autre.

## Biographie

### Formation
Cole naît aux États-Unis et vit enfant en Arabie Saoudite et au Royaume-Uni. Elle immigre au Canada en 1984. Elle étudie avec Marina Geringas au Conservatoire royal de musique de Toronto et obtient son diplôme à l'âge de treize ans, faisant d'elle la deuxième plus jeune à recevoir son diplôme de l'école (CRAT – le plus jeune étant Glenn Gould). Plus tard, elle étudie le piano au Peabody Conservatory de l'Université Johns Hopkins, avec le pianiste et chef d'orchestre de Leon Fleisher ainsi que la flûte avec le flûtiste Robert Willoughby. Elle poursuit ses études à la Fondazione Internazionale per il pianoforte à Cadenabbia, en Italie, et à l'Université de Montréal, où elle obtient sa Maîtrise en musique et étudie avec Marc Durand. Sa décision de devenir pianiste est prise lorsqu'elle est élève de l'École de musique de Chetham à Manchester.

### Carrière
Naida Cole a enregistré la musique de Fauré, Chabrier, Satie et Ravel. Elle interprète également les œuvres de Messiaen, Bartok, Beethoven, Brahms, Chabrier, Chopin, Corigliano, Debussy, Fauré, Liszt, Mozart, Rachmaninov, Ravel, Schubert, Clara Schumann, Scriabine et Stravinsky. Elle a joué avec l'orchestre symphonique de Toronto, l'Orchestre symphonique de Montréal et l'orchestre du Centre national des arts et aussi avec la Kremerata Baltica de Gidon Kremer, le London Sinfonietta et à Munich, Varsovie et l'Orchestre philharmonique de Liverpool.
Elle enregistre et est une artiste exclusive du label Decca. Son premier disque composé d'un programme Fauré, Chabrier, Satie et Ravel, est publié par Deutsche Grammophon. Il est nommé comme l'un des disques préférés des critiques de l'année 2001, par le magazine Gramophone. Le BBC Music Magazine, lui attribue cinq étoiles (sur cinq). Elle se produit régulièrement avec Gidon Kremer et son ensemble Kremerata Baltica et apparaît sur leur enregistrement intitulé After Mozart (après Mozart).
Naida Cole est une artiste Yamaha depuis 1997.

### Vie personnelle
Cole est mariée à un biologiste de la vie marine et vit à Providence (Rhode Island).

## Récompenses
- Dixième au Concours International de piano Van Cliburn en 1997[2]
  - Phyllis Jones Tilley Memorial Award pour la meilleure exécution d'une œuvre de commande
  - Steven De Groote Memorial Award de la Meilleure performance de musique de chambre
  - Demi-finaliste
- Juno Award (2000) : nommé, Meilleur album classique (Solo ou musique de chambre)

## Discographie
- Naida Cole : Faure, Chabrier, Satie, Ravel (juillet 1999, Decca 748 021-2) (OCLC 416378154)
- Reflections : Ravel, Bartok, Liszt (2002, Decca 472 464-2) (OCLC 51939406)